# ميشيل هابيرا
ميشيل هابيرا (11 نوفمبر 1927 في زيراردوف) (بالإنجليزية: Michel Habera)‏ لاعب كرة قدم فرنسي الجنسية بولندي المولد معتزل كان يجيد اللعب في مركز المهاجم . ساهم في احتلال نادي لنس المركز الثاني في بطولة كأس فرنسا موسم 1947-1948 .

## وصلات خارجية
- ميشيل هابيرا على موقع قاعدة بيانات كرة القدم.إي يو (الإنجليزية)